# Paul von Rennenkampf
Paul von Rennenkampf (en russe : Павел Карлович фон Ренненкампф, Pavel Karlovitch Rennenkampf), né le 17 avril 1854 au manoir de Konofer, dans le gouvernement d'Estland (actuelle Estonie) et mort le 1er avril 1918 à Taganrog, est un général russe ayant servi dans l'armée impériale pendant plus de quarante ans, notamment au cours de la Grande Guerre.

## Biographie
Issu de la noblesse germano-balte du gouvernement d'Estland, il s'engage dans l'armée russe à 19 ans et de 1879 à 1882 étudie à l’Académie militaire d'état-major Nicolas à Saint-Pétersbourg. Dès sa sortie de l'académie, il est nommé à l’état-major et, montant rapidement en grade, il est promu major-général en 1900.
Commandant une unité de cavalerie au cours de la rébellion des Boxers, il est responsable de la prise de Qiqihar et de Jilin. Il participe également à la guerre russo-japonaise de 1904-1905. Lors de ce conflit, il est critiqué pour sa non-assistance au général Alexandre Samsonov qui se trouvait en fâcheuse posture lors de la bataille de Moukden. Dès ce moment, un désaccord va persister entre les deux hommes qui aura des conséquences importantes sur le déroulement de la bataille de Tannenberg au cours de la Première Guerre mondiale.
Après la guerre russo-japonaise, Rennenkampf restaure une partie de sa réputation en écrasant des révolutionnaires de Sibérie. La suppression brutale de la république de Tchita lui ouvre les portes d'une promotion. Il est rapidement nommé chef d'état-major du district militaire de Vilnius.

### Première Guerre mondiale
Au début de la Grande Guerre, Rennenkampf est nommé commandant de la 1re armée russe pour l'invasion de la Prusse-Orientale, avançant par le Nord-Est. Son comportement lors de la bataille de Tannenberg, c'est-à-dire son manque de soutien à Samsonov tandis que la 2e armée se faisait massacrer, lui vaut de nombreuses critiques de la part du commandant du secteur Nord du front, le général Jilinski, et de militaires du haut-commandement qui veulent que son commandement lui soit retiré.
Après un succès relatif à la bataille de Gumbinnen à la mi-août, son échec à la première bataille des lacs de Mazurie, le même mois, suivi du retrait des Russes de Prusse-Orientale, et un autre échec en novembre 1914 à la bataille de Łódź, entraînent, le 6 octobre 1915, la démission de Rennenkampf de ses fonctions sous le motif d'incompétence et de trahison (en raison de ses origines germaniques).

### Révolution russe
Au cours de la Révolution de Février 1917, il est arrêté et emprisonné à la forteresse Pierre-et-Paul de Saint-Pétersbourg. Il est libéré peu de temps après la Révolution d'Octobre et part pour la ville de Taganrog sur la côte de la mer d'Azov où il vit secrètement sous le nom grec Mandousakis. Il est découvert par les bolcheviks le 6 mars 1918 qui lui offrent le commandement d'une unité de l'Armée rouge dans la guerre civile. Il décline l'offre et est rapidement arrêté puis fusillé le 1er avril 1918. Il est inhumé au cimetière ancien de Taganrog.
Des objets personnels divers et des objets d'art de Rennenkampf collectionnés lors de ses campagnes en Chine sont présentés au Palais Alferaki à Taganrog.